# نوکاردیا برازیلینسیس
نوکاردیا برازیلینسیس یکی از گونه‌های نوکاردیا است. مانند اغلب اکتینوباکترها، آن‌ها دارای میزان بالایی از گوانین و سیتوزین هستند.

این باکتری می‌تواند عامل نوکاردیوز شود.